# Comphotis irroratum
Espèce

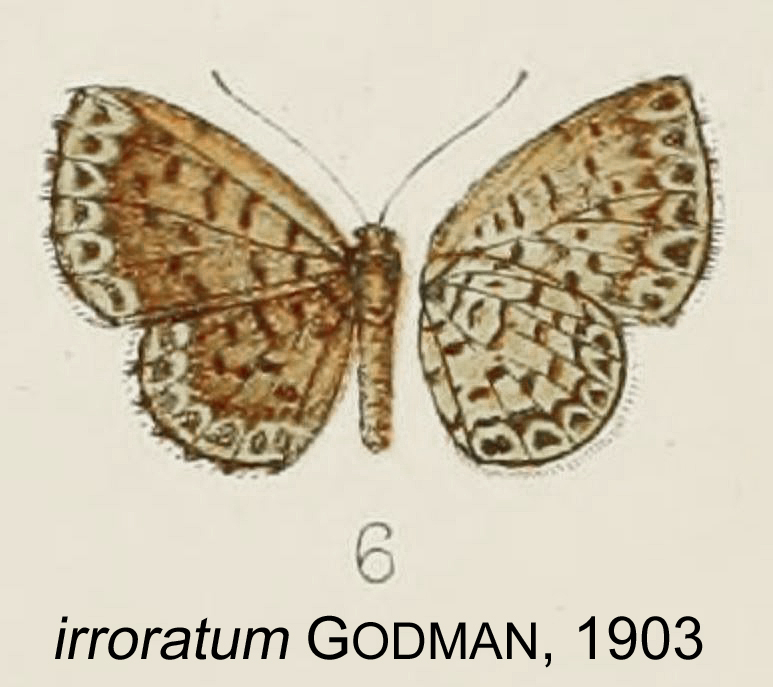
Cricosoma irroratum d'après la description originale.

Comphotis irroratum est une espèce d'insectes lépidoptères de la famille des Riodinidae et du genre Comphotis.

## Taxonomie
Comphotis irroratum a été décrit par Frederick DuCane Godmanen 1903 sous le nom de Cricosoma irroratum.

## Écologie et distribution
Comphotis irroratum est présent en Guyane et au Guyana.

### Protection
Pas de statut de protection particulier.